# Sandy Bay, Jamaica
Sandy Bay är en ort i Jamaica.   Den ligger i parishen Hanover, i den västra delen av landet, 140 km väster om huvudstaden Kingston. Sandy Bay ligger 23 meter över havet och antalet invånare är 4 520. Den ligger på ön Jamaica.
Terrängen runt Sandy Bay är lite kuperad. Havet är nära Sandy Bay norrut. Runt Sandy Bay är det ganska tätbefolkat, med 134 invånare per kvadratkilometer. Närmaste större samhälle är Montego Bay, 16,4 km öster om Sandy Bay. I omgivningarna runt Sandy Bay växer i huvudsak städsegrön lövskog.